# Copperhead County
Copperhead County is een Nederlandse rockband die zich volledig toelegt op het spelen van southern rock. De naam van de band is deels ontleend aan het nummer Copperhead road van Steve Earle en staat synoniem voor een plek waar het leven goed is en men kan genieten van de authentieke southern feeling. Copperhead County speelt voornamelijk eigen werk en is sinds 2018 actief.

## Ontstaan
Copperhead County werd in 2018 opgericht door toetsenist Jordy Duitscher en gitarist Robert van Voorden. Ze leerden elkaar kennen via een online advertentie. De band kreeg verder vorm toen zanger Corvin Silvester Keurhorst-van Wees (voorheen actief in Crowjane, C.C. Grand en Vegas for Millions) zich eind 2018 bij het duo aansloot. In het voorjaar van 2019 traden ook drummer Alex Stolwijk en bassist Niels Budel toe, niet veel later gevolgd door achtergrondzangeressen Marja Boender en Ashley de Jong.

## Muziek
Copperhead County is een van de weinige Nederlandse bands die zich volledig toelegt op het spelen van southern rock, een muziekstijl die zijn oorsprong vindt in het zuiden van de Verenigde Staten. De band laat zich inspireren door bands als Blackberry Smoke, Lynyrd Skynyrd, The Outlaws en The Allman Brothers Band. De muziek van Copperhead County kenmerkt zich door de rauwe zang van Keurhorst-van Wees, gecombineerd met de typische countrysound van Van Voorden en het kenmerkende Hammond-geluid van Duitscher.

## 2019
In 2019 trad de band voor het eerst live op, onder meer De Meester (Almere), Metropool (Hengelo), Doornroosje (Nijmegen), de Kroepoekfabriek (Vlaardingen) en het Hoochie Koe Festival (Varsseveld) werden aangedaan. In april 2019 verscheen de eerste, in eigen beheer uitgebrachte ep van de band, getiteld Enjoy the ride. Deze ep werd gemixt door Hendrik Jan Bökkers en gemasterd door Pier-Durk Hogeterp. De ep bevat vijf zelfgeschreven tracks: Enjoy the ride, Murky waters, Not even the wind, Southern feeling en Wide plains.

## 2020
In januari 2020 bracht de band, opnieuw in eigen beheer, het debuutalbum Brothers uit, waarvoor wederom werd samengewerkt met Bökkers en Hogeterp. Op dit album staan tien eigen nummers: Be different, Brothers, Horizon, Bring on the rain, Pacific street, With you again, het instrumentale Tskaro en nieuwe versies van de eerder al op de ep Enjoy the ride verschenen nummers Southern feeling, Not even the wind en Wide plains.
De band zou dit jaar opnieuw door onder meer Duitsland en Nederland gaan toeren maar door het uitbreken van de coronacrisis kon van live optreden enige tijd geen sprake zijn. In juni deed de band daarom voor het eerst een livestream optreden in café De Cactus in Hengelo.
In juni verscheen de video behorende bij de albumversie van het nummer Not even the wind. Daarnaast werd bekend dat de band gaat samenwerken met platenmaatschappij Continental Record Services (CRS). Onderdeel van deze deal is onder meer dat zij het album Brothers opnieuw uit gaan brengen. In augustus werd Brothers in Nederland opnieuw uitgebracht in de versie van CRS, in september volgde de rest van Europa.
In november werd bekend dat bassist Budel en achtergrondzangeres De Jong de band gingen verlaten. Na een korte zoektocht werd achtergrondzangeres Boender naar voren geschoven als nieuwe bassist van de band.

## 2021
In september stelde de band opnieuw een nieuwe bassist aan: Johan van Dijk. Hij verving Boender, die nog wel gewoon actief blijft als achtergrondzangeres. Met de nieuwe bassist in de gelederen begon de band aan het vervolg van de tour rondom het album Brothers.

## 2022
2022 stond voor Copperhead County in het teken van de lancering van het tweede studio-album Homebound. De mix en productie hiervan waren in handen van de Amerikaanse producer Matt Wallace. Hij was in het verleden onder meer verantwoordelijk voor hitalbums van bands als Faith No More (Angel Dust, The Real Thing), Maroon 5 (Songs about Jane) en Blackberry Smoke (The Whippoorwill).
In aanloop naar de release van het album verscheen op 1 augustus 2022 de single Solid Ground. Gelijktijdig lanceerde de band ook een lyrics video bij de single. Het nieuwe album Homebound verscheen op 21 oktober 2022. 
In het najaar ging de band op tournee door Nederland en Duitsland, er stond onder meer een optreden in het Utrechtse TivoliVredenburg op de agenda. 

## 2023
Het jaar 2023 begon met een nieuwe serie optredens in zowel Nederland als Duitsland. In de zomer speelde de bands op meerdere festivals in beide landen. In die periode werd ook bekend dat achtergrondzangeres Boender de band gaat verlaten. De overige bandleden slaagden er snel in om een vervanger te vinden. Vanaf september stond Lotte den Hertog op het podium als nieuwe achtergrondzangeres. 

## Bezetting
- Corvin Silvester (lead vocals en gitaar)
- Iris Slort (Lead vocals)
- Jelle Wunderink (leadgitaar)
- Mark Viel (rythmgitaar)
- Jordy Duitscher (toetsen en backing vocals)
- Johan van Dijk (basgitaar en backing vocals)
- Alex Stolwijk (drums)

### Voormalige bandleden
- Lotte den Hertog (backing vocals)

- Robert van Voorden (leadgitaar en backing vocals)

- Niels Budel (basgitaar en backing vocals)
- Ashley de Jong (backing vocals)
- Marja Boender (backing vocals)

## Discografie

#### Studioalbums
Brothers (2020)
Homebound (2022)

#### Ep's
Enjoy the ride (2019)

#### Singles
Solid Ground (2022)